# آلکینیل‌دار کردن
در شیمی آلی، آلکینیل‌دار کردن یا آلکینیلاسیون(به انگلیسی: Alkynylation) یک واکنش افزایشی است که در آن یک آلکین ترمینال (–C≡CH) به یک گروه کربونیل اضافه می‌شود (C=O) و تشکیل  آلفا-آلکینیل الکل (R
2C(–OH)–C≡C–R ) می‌دهد.
هنگامی که استیلید از استیلن (HC≡CH ) تشکیل می‌شود، واکنش یک آلفا- اتینیل الکل می‌دهد. این فرآیند اغلب به عنوان اتینیل‌دار کردن یا اتینیلاسیون(به انگلیسی: Ethynylation) شناخته می‌شود. چنین فرآیندهایی اغلب شامل واسطه‌های استیلید فلزی هستند.

## همچنین ببینید
- آلکیل‌دار کردن
- متیل‌دار کردن
- واکنش‌گر آلی لیتیم
- شیمی آلی سدیم

### واکنش‌های جفت‌شدن آلکین
- جفت‌شدن سونوگاشیرا
- جفت‌شدن گلیسر
- جفت‌شدن کادیو–چادکیویچ
- جفت‌شدن کاسترو–استفنز
- واکنش جفت‌شدن A۳